# 大高町 (名古屋市)
大高町（おおだかちょう）は、愛知県名古屋市緑区の町名。

## 地理
名古屋市緑区南西部、旧知多郡大高町に由来する区域である。町域北端を天白川・扇川が、中央部を大高川が流れる。扇川沿いの沖積層低地であり、東部から南部（町名変更済区域を含む）は、起伏の多い丘陵地帯となっている。

### 河川
- 天白川
- 扇川
- 大高川
- 瀬木川

### 池沼
- 平野池
- 蝮池

### 小字
- 赤塚（あかつか）
- 阿原（あわら）
- 伊賀殿（いがどの）
- 池之内（いけのうち）
- 石神（いしがみ）
- 一色山（いしきやま）
- 石ノ戸（いしのと）
- 一番割（いちばんわり）
- 斎山（いつきやま）
- 猪根（いのね）
- 杁前（いりまえ）
- 馬の背（うまのせ）
- 榎峡（えのきばさま）
- 江明（えみょう）
- 大坪（おおつぼ）
- 大根山（おおねやま）
- 大平戸（おおひらと）
- 大正木（おおまさき）
- 追風（おかぜ）
- 奥中道（おくなかみち）
- 折戸（おりど）
- 懸田（かけだ）
- 水主ケ池（かこがいけ）
- 粕森谷（かすもりだに）
- 門田（かどだ）
- 鎌磨（かまとぎ）
- 釜野（かまの）
- 上小川（かみおがわ）
- 上熊瀬（かみくませ）
- 上塩田（かみしおた）
- 上瀬木川西（かみせぎがわにし）
- 上瀬木川東（かみせぎがわひがし）
- 上蝮池（かみまむしいけ）
- 亀原（かめはら）
- 川添（かわぞえ）
- 川原（かわはら）
- 川脇（かわわき）
- 北大高畑（きたおおだかばた）
- 北鎌研（きたかまとぎ）
- 北白砂（きたしらす）
- 北炭焼（きたすみやけ）
- 北関山（きたせきやま）
- 北銭瓶（きたぜにがめ）
- 北忠治山（きたちゅうじやま）
- 北鶴田（きたつるた）
- 北平部（きたひらぶ）
- 北八洲ケ淵（きたやすがふち）
- 北横峯（きたよこみね）
- 儀長（ぎちょう）
- 狐山（きつねやま）
- 熊野山（くまのやま）
- 倉坂（くらさか）
- 神戸（ごうど）
- 小坂（こさか）
- 小村（こむら）
- 小村谷（こむらだに）
- 紺屋町（こんやまち）
- 蔵王殿（ざおどの）
- 三凹山（さんこべやま）
- 三番割（さんばんわり）
- 三本木（さんぼんぎ）
- 神宮戸（じぐど）
- 下熊瀬（しもくませ）
- 下塩田（しもしおた）
- 下瀬木（しもせぎ）
- 下西峡（しもにしばさま）
- 蛇池下（じゃいけした）
- 正光寺峡（しょうこうじばさま）
- 定納山（じょうのうやま）
- 城山（しろやま）
- 新町（しんまち）
- 砂畑（すなはた）
- 銭瓶谷（ぜにがめだに）
- 高見（たかみ）
- 高山（たかやま）
- 田中（たなか）
- 茶臼山（ちゃうすやま）
- 茶ノ木根（ちゃのきね）
- 鶴田（つるた）
- 天神（てんじん）
- 天神東（てんじんひがし）
- 天楽山（てんらくざん）
- 常世島（とこよじま）
- 殿山（とのやま）
- 土廻間（どばさま）
- 寅新田（とらしんでん）
- 砦前（とりでまえ）
- 取手山（とりてやま）
- 鳥戸（とりど）
- 中川（なかがわ）
- 中根（なかね）
- 中ノ島（なかのしま）
- 中平部（なかひらぶ）
- 中古根（なかふるね）
- 中道（なかみち）
- 中屋敷（なかやしき）
- 西姥神（にしうばがみ）
- 西大高畑（にしおおだかばた）
- 西門田（にしかどた）
- 西正光寺（にししょうこうじ）
- 西千正坊（にしせんしょうぼう）
- 西太郎山（にしたろうやま）
- 西茶屋（にしちゃや）
- 西中根（にしなかね）
- 西平部山（にしひらぶやま）
- 西古根（にしふるね）
- 西正地（にしまさち）
- 西丸根（にしまるね）
- 西向山（にしむかいやま）
- 西森前（にしもりまえ）
- 二番割（にばんわり）
- 根土山（ねつちやま）
- 子ノ年（ねのとし）
- 東姥神（ひがしうばがみ）
- 東正光寺（ひがししょうこうじ）
- 東千正坊（ひがしせんしょうぼう）
- 東古根（ひがしふるね）
- 東正地（ひがしまさち）
- 東森前（ひがしもりまえ）
- 火上山（ひかみやま）
- 屏所（びょうしょ）
- 平地（ひらち）
- 平野（ひらの）
- 平野池下（ひらのいけした）
- 平野池末（ひらのいけすえ）
- 平部高根（ひらぶたかね）
- 琵琶岬（びわみさき）
- 深谷（ふかだに）
- 藤岡（ふじおか）
- 藤塚（ふじづか）
- 文根山（ぶんねやま）
- 坊主山（ぼうずやま）
- 細根（ほそね）
- 洞之越（ほらのこし）
- 本銭瓶（ほんぜにがめ）
- 本町（ほんまち）
- 町屋川（まちやがわ）
- 蝮池（まむしいけ）
- 丸根（まるね）
- 丸ノ内（まるのうち）
- 己新田（みしんでん）
- 南大高畑（みなみおおだかばた）
- 南白砂（みなみしらす）
- 南炭焼（みなみすみやけ）
- 南関山（みなみせきやま）
- 南銭瓶（みなみぜにがめ）
- 南浅間（みなみせんげん）
- 南鶴田（みなみつるた）
- 南平部（みなみひらぶ）
- 向山（むかいやま）
- 元屋敷（もとやしき）
- 八洲ケ淵（やすがふち）
- 山之田（やまのた）
- 八幡（やわた）
- 横峯（よこみね）
- 夜寒（よさむ）
- 崙天（ろんてん）
- 鷲津（わしづ）
- 鷲津山（わしづやま）

## 世帯数と人口
2021年（令和3年）12月1日現在の世帯数と人口は以下の通りである。
| 丁目   | 世帯数    | 人口     |
| ------ | --------- | -------- |
| 大高町 | 6,966世帯 | 14,072人 |

## 学区
市立小・中学校に通う場合、学校等は以下の通りとなる。また、公立高等学校に通う場合の学区は以下の通りとなる。
| 番・番地等                                        | 小学校                                                             | 中学校                 | 高等学校普通科 |
| ------------------------------------------------- | ------------------------------------------------------------------ | ---------------------- | -------------- |
| 下記以外                                          | 名古屋市立大高小学校 名古屋市立大高北小学校 名古屋市立大高南小学校 | 名古屋市立大高中学校   | 尾張学区       |
| 字上小川                                          | 名古屋市立平子小学校                                               | 名古屋市立左京山中学校 | 尾張学区       |
| 字北平部・中平部・西平部山 平部高根・南平部・崙天 | 名古屋市立有松小学校                                               | 名古屋市立有松中学校   | 尾張学区       |

## 歴史
知多郡大高村を前身とする。

### 沿革
- 1878年（明治11年）12月28日 - 大高村と込高新田村が合併し、知多郡大高村となる[1]。
- 1889年（明治22年）10月1日 - 町村制施行に伴い、知多郡大高村が発足[1]。
- 1894年（明治27年）9月8日 - 町制施行に伴い、大高町となる[1]。
- 1964年（昭和39年）12月1日 - 名古屋市緑区に編入され、同区大高町となる[1]。
- 1965年（昭和40年）4月29日 - 知多郡上野町大字名和の一部を編入する[1]。
- 1968年（昭和43年）8月29日 - 緑区大字名和[注釈 1]の全域を編入する[1]。
- 1979年（昭和54年）3月4日 - 一部が森の里一丁目および同二丁目となる[1]。
- 1984年（昭和59年）11月3日 - 一部が左京山となる[8]。
- 1988年（昭和63年）7月31日 - 一部が大高台一丁目および同二丁目となる[1]。
- 2001年（平成13年）2月17日 - 一部が有松愛宕・有松三丁山・有松南・緑花台となる[9]。
- 2004年（平成16年）2月7日 - 一部が青山四丁目・倉坂となる[10]。
- 2007年（平成19年）11月17日 - 一部が大高台三丁目となり、一部を大高台一〜二丁目へ編入[11]。
- 2008年（平成20年）11月1日 - 一部が大根山一〜二丁目となり、一部を緑花台へ編入[12]。
- 2009年（平成21年）11月7日 - 一部が有松・桶狭間清水山・桶狭間神明・清水山一〜二丁目・文久山となり、一部を森の里一丁目へ編入[13]。
- 2012年（平成24年）11月10日 - 一部が定納山一～二丁目となる[14]。
- 2015年（平成27年）9月12日 - 一部が茨谷山・高根山一〜二丁目・忠治山・別所山・南大高一〜四丁目となる[15]。
- 2016年（平成28年）10月8日 - 一部が桶狭間西となる[16]。
- 2018年（平成30年）11月10日 - 一部を大高台二丁目へ編入[17]。
- 2021年（令和3年）9月25日 - 一部が瀬木南となる[18]。

### 史跡
- 大高城址
- 鷲津砦址
- 丸根砦址
- 斎山古墳

## 施設

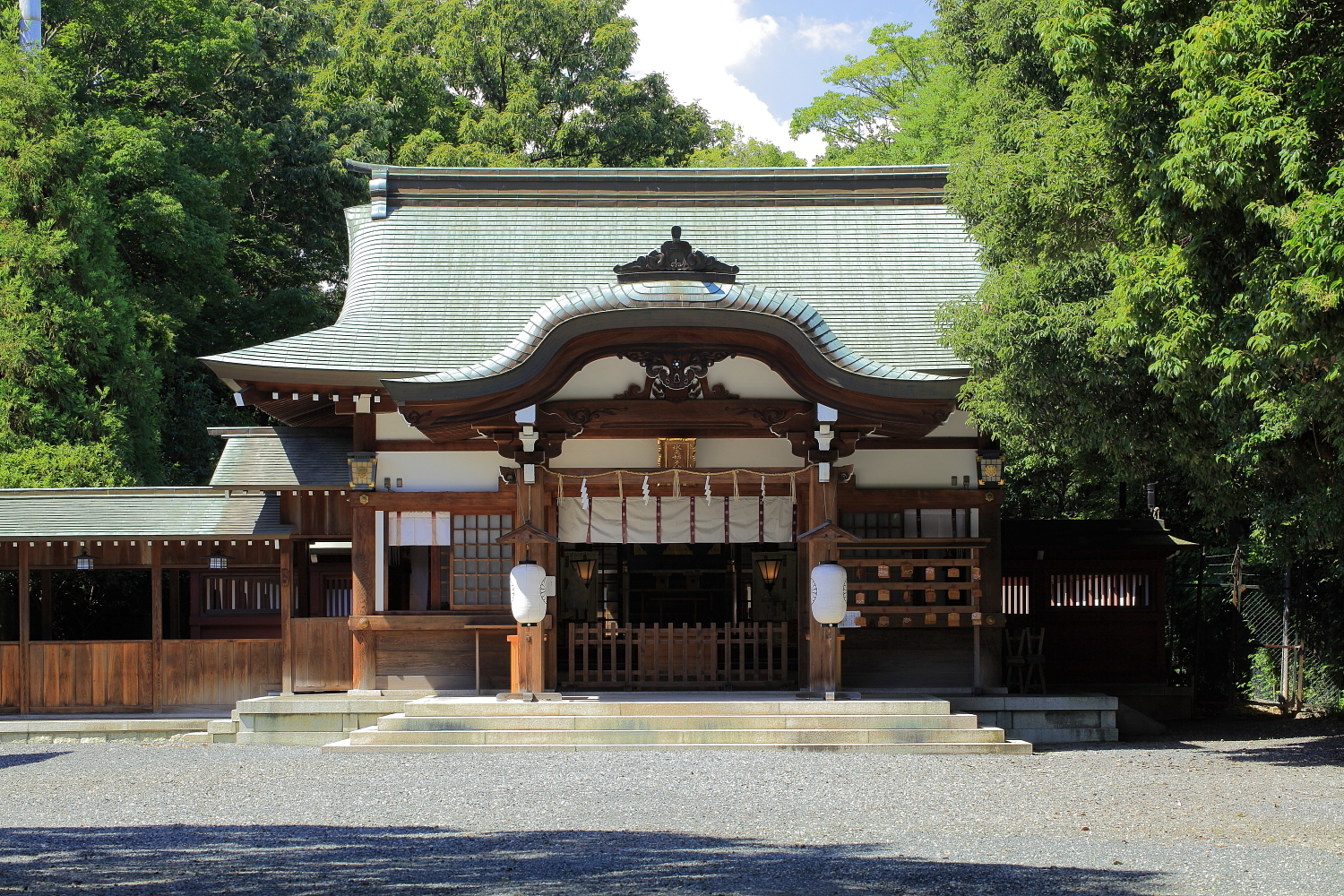
氷上姉子神社

- 大高緑地
- 名古屋市立大高北小学校
- 名古屋市消防局緑消防署大高出張所
- 名古屋市青少年宿泊センター
- 中部電力パワーグリッド大高変電所
- 緑ケ丘自動車学校
- 名古屋大高郵便局
- あいち銀行大高支店
- 愛知信用金庫
  - 大高支店
  - 大高支店森の里出張所
- JAなごや大高支店
- アオキスーパー大高店
- 大高城址公園
- 鷲津砦公園
- 氷上姉子神社
- 斎山稲荷社
- 長寿寺
- 東昌寺
- 弥陀寺
- 海岸寺
- 正行寺
- 春江院
- 明忠院

- 氷上姉子神社

## 交通

### 鉄道
- JR東海道本線 大高駅・南大高駅

### 道路
- 国道1号
- 国道23号（名四国道）
  - 大高IC
- 国道302号
- 愛知県道23号東浦名古屋線
- 愛知県道50号名古屋碧南線
- 愛知県道55号名古屋半田線（国道23号と重複および知多半島道路部分）
- 愛知県道59号名古屋中環状線

#### 有料道路
- 名古屋第二環状自動車道 有松IC（名古屋南JCT方面）
- 知多半島道路 大高IC
- 名古屋高速3号大高線 大高出入口
  - 知多半島道路と名古屋高速は相互に接続している。

## その他

### 日本郵便
- 郵便番号 : 459-8001[3]（集配局：緑郵便局[19]）。